# Nátrium-oxid
A nátrium-oxid szervetlen vegyület, képlete Na2O. Kerámiákban és üvegekben használják fel. Vízzel reagálva nátrium-hidroxid keletkezik belőle:
Na2O  +  H2O  →  2 NaOH
Az M2O alkálifém-oxidok (M = Li, Na, K, Rb) antifluorit rácsban kristályosodnak, melyben az anionok és kationok helye a CaF2 rácsban találhatóhoz képest fel van cserélve, a nátriumionokat tetraéderesen 4 oxid anion veszi körül, míg az oxidionokhoz kocka alakban 8 nátriumion koordinálódik.

## Felhasználása

### Üveggyártás
A nátrium-oxid – bár nem Na2O formában teszik beléjük, és nem is különálló nátrium-oxid komponensként van bennük jelen – az üvegek fontos komponense, jellemzően mintegy 15% mennyiségben. További összetevő a szilícium-dioxid (kb. 70%) és kalcium-oxid (kb. 9%). A szóda folyósítószer, a szilícium-dioxid olvadáspontját csökkenti. A közönséges üveg (nátronüveg) olvadáspontja alacsonyabb, mechanikai tulajdonságai pedig – valamivel jobb elaszticitása következtében – kedvezőbbek a szilícium-dioxidénál. Ezeket a változásokat a szilícium-dioxid és nátrium-karbonátból keletkező – Na2[SiO2]x[SiO3] általános képletű – nátrium-szilikátok keletkezése okozza.

## Előállítása
Nátrium-hidroxid, nátrium-peroxid vagy nátrium-nitrit fémnátriummal végzett reakciójával állítják elő:
2 NaOH  +  2 Na   →  2 Na2O + H2
Na2O2  +  2 Na  →  2 Na2O
2 NaNO2  +  6 Na  →  4 Na2O  +  N2
A nátrium levegőn történő égetésekor Na2O és körülbelül 20% nátrium-peroxid (Na2O2) keletkezik.
6 Na + 2 O2 → 2 Na2O + Na2O2

## Fordítás
Ez a szócikk részben vagy egészben a Sodium oxide című angol Wikipédia-szócikk ezen változatának fordításán alapul.  Az eredeti cikk szerkesztőit annak laptörténete sorolja fel. Ez a jelzés csupán a megfogalmazás eredetét és a szerzői jogokat jelzi, nem szolgál a cikkben szereplő információk forrásmegjelöléseként.